# Ски център „Стара планина“
Ски център „Стара планина“, известен също и с наименованието Бабин зуб (на едноименния връх), е планински курорт в Сърбия и един от основните ски курорти в страната. Управлява се от публичната компания Skijališta Srbije. Намира се в Стара планина, на 55 километра от град Пирот и на 70 километра от град Ниш.
През 2008 година икономическото министерство на Сърбия обявява план да инвестира над 240 милиона евро за осем години в курорта. Въпреки това голяма част от плана остава нереализиран и са получени само част от инвестициите.
Намира се на надморска височина между 1100 и 1900 метра като има 6 писти с обща дължина от 13 километра. Някои от тях са оборудвани с оръдия за изкуствен сняг. Всички писти са категоризирани от Международната федерация по ски (FIS). Лифтовете са с капацитет от 2400 скиори на час.

## Галерия
- Бабин Зуб през лятото
- Лифт в курорта
- Пейзаж от ски центъра